# Charlotte Kalla
Marina Charlotte Kalla, född 22 juli 1987 i Tärendö, Norrbottens län, är en svensk (tornedalsk) före detta längdskidåkare som med sina nio OS-medaljer är Sveriges främsta kvinnliga olympier genom alla tider. I och med två individuella OS-guld (10 km fristil/ OS Vancouver 2010 och 15 km skiathlon/ OS Pyeongchang 2018) och ett individuellt VM-guld (10 km fristil/ VM Falun 2015) var hon också den första svenska kvinnliga längdskidåkaren att vinna individuella guld i både OS och VM. 
Kalla har totalt 50 SM-medaljer. Hon har vunnit 29 individuella guld, samt ytterligare 7 guld i stafetter. Hon tog sin första SM-medalj i Åsarna 2007 (guld på 10 km fristil) och sin senaste i Piteå 2022 (guld på 15 km). Hon har också haft stora framgångar i världscupen i längdskidor med totalt 59 pallplatser, varav 12 vinster individuellt.
Efter år 2008 belönades Kalla med Jerringpriset sedan hon som första svenska längdskidåkare vunnit Tour de Ski. På Idrottsgalan 2011 utsågs hon till Årets kvinnliga idrottare 2010.  
Kalla har efter sina insatser i skidspåren fått en staty rest efter sig i hemorten Tärendö.
Den 22 mars 2022 meddelade Charlotte Kalla att hon avslutar sin tävlingskarriär efter SM-tävlingarna i Piteå i mars 2022.

## Biografi

### Bakgrund
Charlotte Kalla lärde sig åka skidor som sjuåring, hemma i norrbottniska Tärendö.

### Juniorkarriären
I februari 2006 vann Kalla sitt första guld vid junior-VM, där hon vann skiathlon på 10 km. Från samma mästerskap vann hon även ett silver på stafetten och ett brons i 5-kilometersloppet.
På junior-VM i Tarvisio i Italien mars 2007 tog Kalla guld på såväl 5 kilometer fristil som 5 + 5 kilometer skiathlon samt silver i sprint. Hon ingick även i Sveriges damlag i stafett, som tog silver. 2007 fick Kalla Sixten Jernbergpriset  för sina insatser under SM det året då hon tog två SM-guld.

### 2007–2009

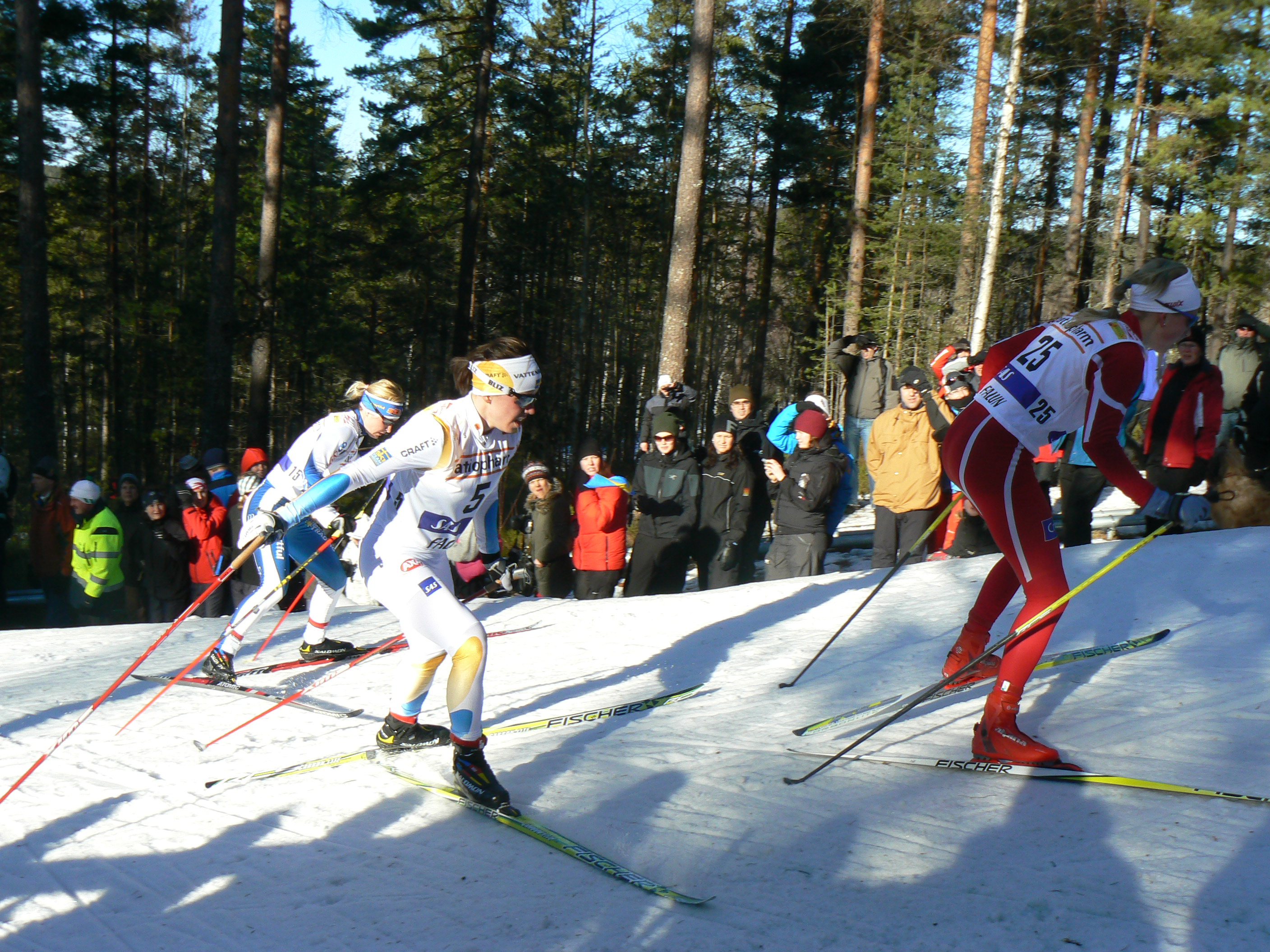
Fristilsåkaren Kalla kämpar här mot Riitta-Liisa Roponen och Ingrid Aunet Tyldum vid ett världscuplopp i Falun 2008.

I februari 2007 gjorde Kalla sin VM-debut i seniorsammanhang vid VM i Sapporo i Japan. Där kom hon 7:a på den tuffa skiathlonbanan på Shirahatayama-stadion. Efter det inledande klassiska loppet växlade Kalla först av alla. Kalla följde upp sjundeplatsen med en femte plats på 10 km fristil och blev därmed ånyo bästa svenska. 
Sitt stora internationella genombrott på seniornivå fick Kalla då hon vann Tour de Ski 2007/2008 före finländskan Virpi Kuitunen.  I den totala världscupen säsongen 2007/2008 slutade hon på fjärde plats. Hon tilldelades Jerringpriset 2008 och var en av huvudkandidaterna till att få Svenska Dagbladets guldmedalj.
Säsongen 2008/2009 vann hon världscuppremiären i Gällivare. Inför Tour de Ski 2008/2009 drog hon på sig en förkylning och missade därmed chansen att försvara sin titel. I VM i Liberec 2009 körde hon sista sträckan i damernas stafettlag som tog brons. På sin sträcka körde hon upp Sverige från en sjätteplacering. Hennes främsta individuella placering blev en 7:e-placering i sprint efter två fall i semifinalen. Kalla hade stora förväntningar på sig inför den avslutande 3-milen men slutade på 18:e plats.

### OS-året 2010

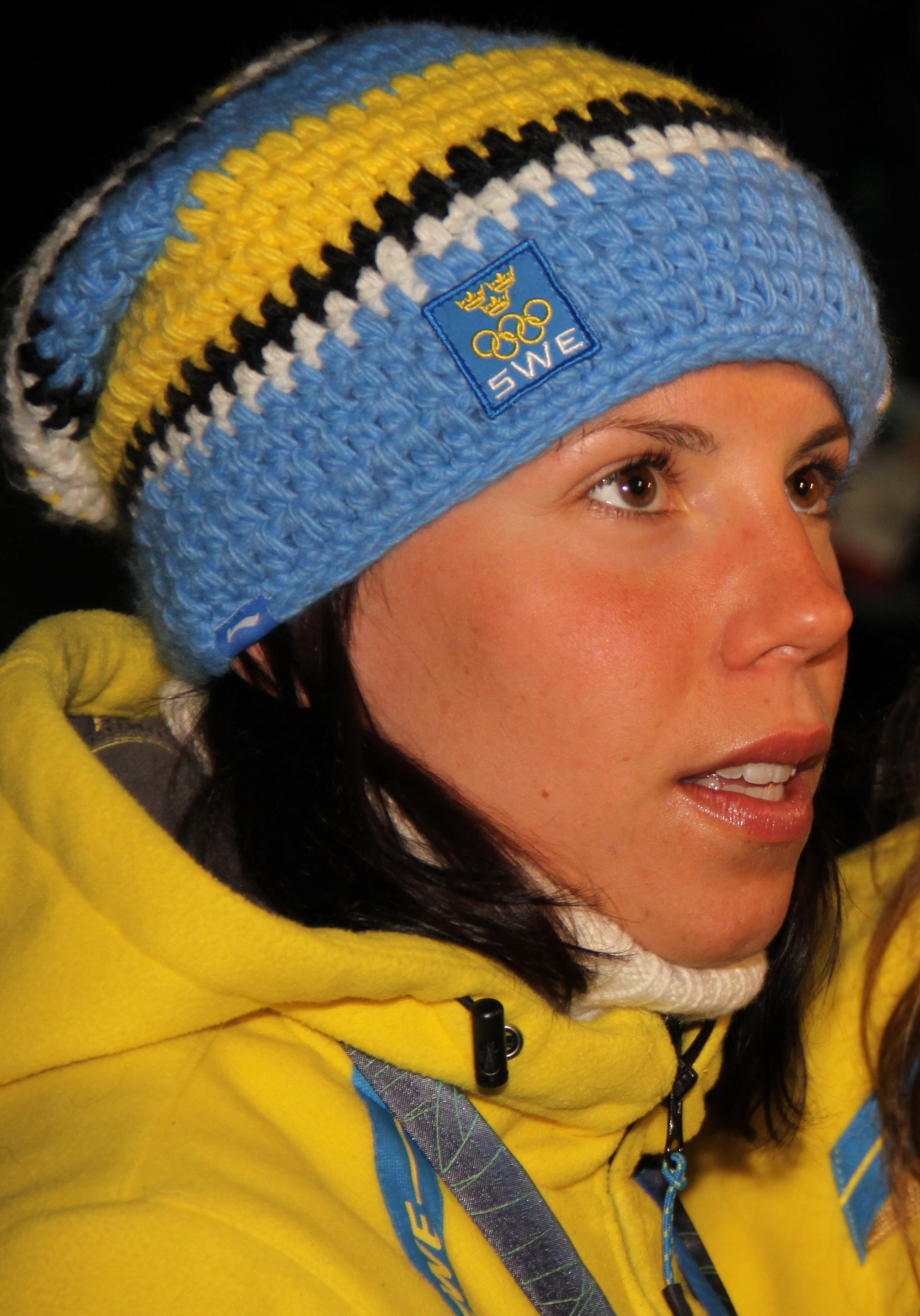
Kalla vid OS 2010

Olympiska vinterspelen 2010 i Vancouver var Kallas första OS i karriären. Mästerskapet inleddes med 10 km fristil, ett lopp som Kalla vann, sex sekunder före estländskan Kristina Šmigun-Vähi. Fyra dagar senare slutade hon åtta i dubbeljakten. Några dagar senare blev det ytterligare en medalj då hon tillsammans med Anna Haag vann silver i sprintstafetten. I det avslutande loppet på 30 km klassisk stil slutade hon på sjätte plats, knappt 18 sekunder efter Aino-Kaisa Saarinen som knep bronset. 
Sommaren 2010 avtäcktes en staty av OS-mästarinnan Kalla hemma i Tärendö.

### 2011–2013
Efter OS förväntade sig många att Kalla skulle utvecklas till en åkare som skulle ta många guldmedaljer i kommande mästerskap. Det blev dock inga individuella medaljer i vare sig VM 2011 eller VM 2013. Däremot deltog hon i stafettlag och sprintstafettlag som i de båda VM-turneringarna sammanlagt nådde ett guld och tre silver. Höjdpunkten kom i 2011 års VM i Holmenkollen där hon tillsammans med Ida Ingemarsdotter vann guldet i sprintstafetten. 
I maj 2012 skrev Charlotte Kalla på för Piteå Elit och lämnade därmed sin tidigare klubb  IFK Tärendö.
I februari 2013 tränade Kalla med det norska landslaget. Hon insåg då att hon tränade för lite och inte tillräckligt omfattande med sina 830 timmar per träningsår då norskorna låg på mellan 900 och 950. Detta kom som en överraskning för såväl Kalla som hennes tränare. Ingesson menade också att Kalla måste träna mer på stakning.
Säsongen 2013/2014 blev säsongen då det lossnade i den klassiska åkningen. Den 7 december slutade hon tvåa i ett världscuplopp, före de norska stjärnorna Therese Johaug och Marit Bjørgen.

### OS-året 2014

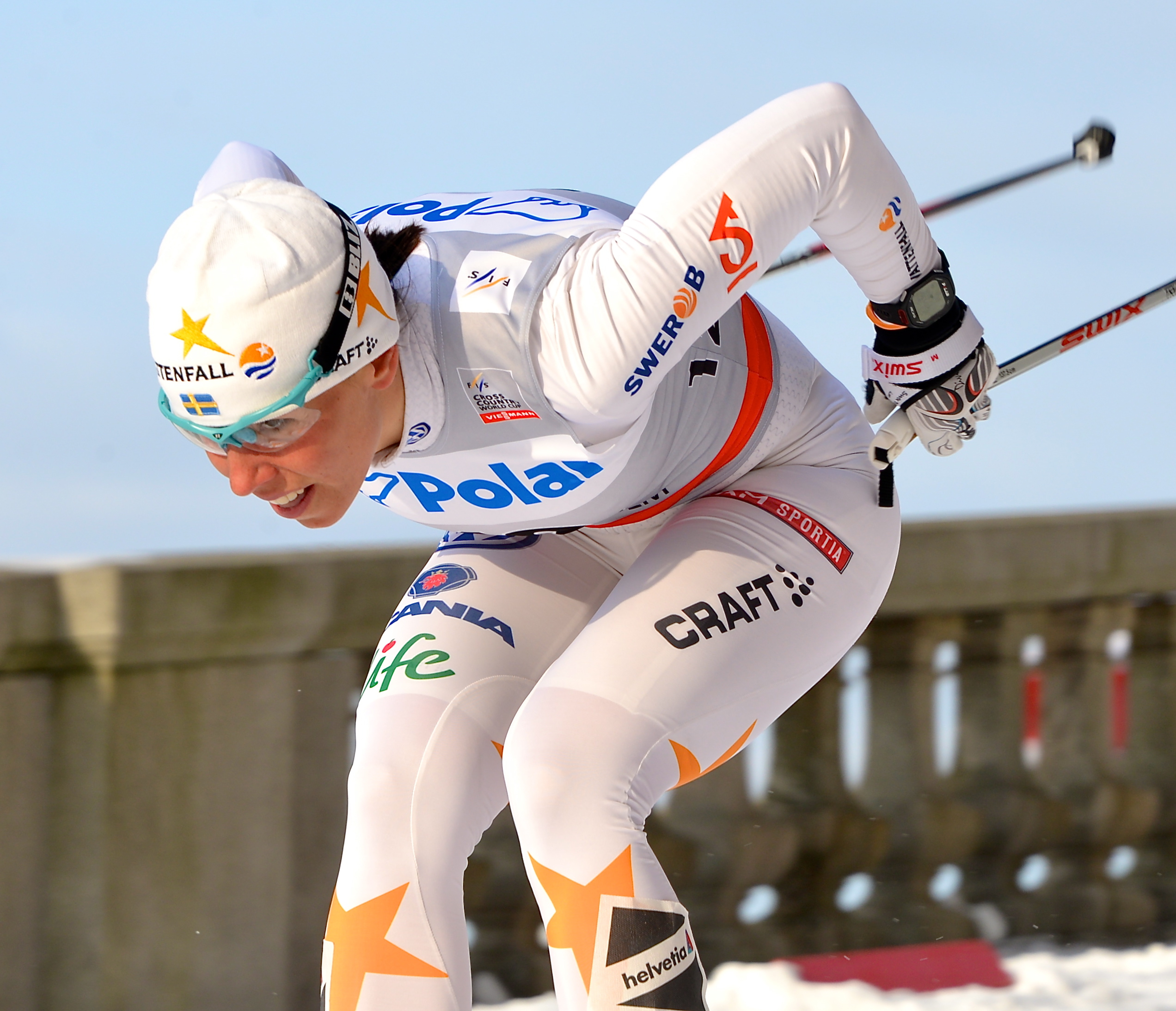
Kalla stakar under Royal Palace Sprint, mars 2013. Efter svensk-norsk samträning vintern 2013 ändrade hon sitt träningsupplägg, som också gav framgångar vid OS 2014

Olympiska vinterspelen 2014 i Sotji inleddes med skiathlon över 15 km, och liksom under föregående OS så vann Kalla en medalj på det inledande loppet, denna gång ett silver. Hennes klassiska stil hade förbättras under säsongen varför hon stod som en stark medaljkandidat innan loppets start. Hon genomförde loppet på ett taktiskt sätt där hon i den sista backen gjorde ett ryck. Den som kunde följa var norskan Marit Bjørgen, och det var till slut hon som skulle utmana Charlotte om guldmedaljen. I den sista kurvan svepte norskan förbi och gick i mål, två sekunder före Kalla. Vid samma OS tog Kalla även silver på 10 km klassisk stil, efter polskan Justyna Kowalczyk.
Kalla deltog två dagar senare i stafetten, som skulle sluta än bättre för Kalla och Sverige. Kalla påbörjade sin avslutningssträcka nästan 26 sekunder efter ledning och knappt åtta sekunder före jagande Norge med Marit Bjørgen. Kalla, som efter bland annat Emma Wikéns starka andrasträcka märkt att det svenska laget för dagen hade utmärkta skidor, tittade dock aldrig bakåt utan började metodiskt ta upp jakten på tätkvinnorna från Finland (Krista Lähteenmäki) och Tyskland (Denise Herrmann). Hon hjälptes också av att alla svenska funktionärer placerat ut sig längs banan och byggde upp hennes självförtroende med diverse tillrop. Efter första varvet av två var halva avståndet upphämtat, och vid vallen strax före skidstadion hade Kalla hunnit upp ledarduon. Samtidigt hade avståndet bakåt till Norge och Frankrike utökats med 20-30 sekunder. Vid kurvan in till upploppet skejtade Kalla förbi Lähteenmäki och Herrmann på innerspår, och tog sig sedan i mål en knapp sekund före tvåan Finland och trean Tyskland. Sveriges första damstafettguld i OS sedan 1960 (och första medaljen sedan 1968) var därmed ett faktum. Stafettlagets prestation ledde till att laget tilldelades 2014 års bragdguld.

### 2014–2015

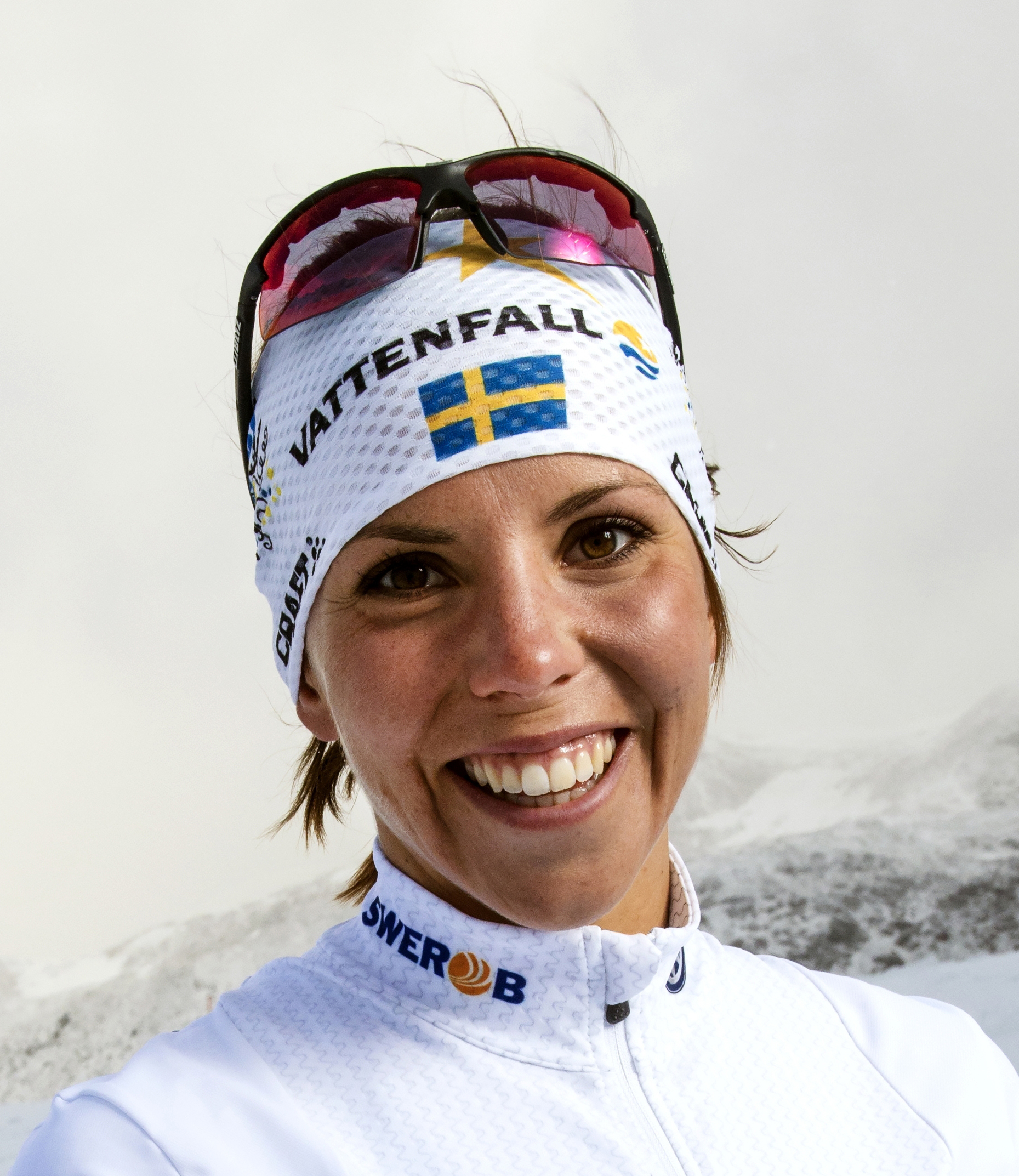
Kalla 2014

Charlotte Kallas säsong började bra med tre segrar i Bruksvallarna mot de svenska åkarna. På världscuppremiären i Ruka blev hon trea på 10 km klassiskt, endast slagen av Therese Johaug och Marit Björgen. Kalla valde att avstå Tour de Ski för att få så bra uppladdning som möjligt till VM i Falun 2015. 
Under VM i Falun 2015 var Kallas första distans skiathlon där hon bildade en tätgrupp med Therese Johaug och Astrid Jacobsen som drog ifrån resten av fältet. När de tre åkte upp för mördarbacken för sista gången gjorde Therese Johaug guldrycket och Charlotte Kalla slutade på tredjeplats. På 10 km fristil under VM i Falun 2015 vann Kalla guldet överlägset med 41 sekunder före tvåan Jessie Diggins. Kalla tog också under mästerskapet silver på stafetten där hon gjorde en mycket bra andrasträcka för Sverige och körde i kapp Norge. Hon fick köra andrasträckan på grund av att de klassiska banorna var jobbigare än skatebanorna och att Norge hade sitt starkaste kort där genom Therese Johaug. Kalla avslutade VM i Falun 2015 med att ta ett brons på 30 km klassisk stil där hon såg ut att tappa kampen om medaljerna men kom tillbaka och tog brons efter Therese Johaug och Marit Björgen. Charlotte Kalla kammade totalt hem fyra medaljer från hemma-VM. 
Efter säsongens slut ställde Kalla upp i Keb Classic, en tävling i skidalpinism på Kebnekaise. Hon tävlade i lag med Emelie Forsberg och Josefina Wikberg. De kom på andra plats, nio minuter efter vinnarna. 

### 2015–2016
Kalla satsade den här säsongen på Tour de Ski och världscupen, säsongen innehöll inget mästerskap och den största konkurrenten, Marit Björgen, var mammaledig. Men de riktigt bra resultaten uteblev, Kalla nådde enbart två pallplatser under hela säsongen vilket var hennes sämsta resultat någonsin, hon blev totalt femma i världscupen. I Tour de Ski kom hon på fjärde plats.  Efter en sjunde och en nionde plats i Falun gjorde dåvarande damtränaren Mattias Persson ett uttalande om att "Kalla kanske inte mår så bra i själen". Något han fick kritik för, inte minst från Kalla själv. Kort efter säsongens slut meddelade Kalla att hon bryter med landslaget för att testa ett eget upplägg tillsammans med tränare Magnus Ingesson. Efter världscupssäsongens slut deltog Kalla tillsammans med dåvarande sambon Anders Svanebo i Kungsledenrännet, ett 80 km långt skidlopp mellan Hemavan och Ammarnäs. Det var första gången ett mixat lag vann.

### 2016–2017
Under försäsongsträningen drabbades Kalla av en skada i bröstryggen och tvingades lägga om sin träning. Nästa bakslag kom vid världscuppremiären i finska Ruka då Kalla kom på 75:e plats i 10 km klassisk stil, något som visade sig bero på att hon drabbats av hjärtflimmer under loppet.  Hon stod över de tre följande världscuptävlingarna och gjorde sedan världscupcomeback i Tour de Ski, som hon ursprungligen hade tänkt stå över i sin satsning mot VM i Lahtis 2017. Efter en tuff inledning på touren där hon bland annat kom på 41:a plats i 5 km klassisk stil i Val Mustair vände det när touren kom till Italien där Kalla blev fyra på 5 km fritt i Toblach och sedan trea på 10 km klassisk stil i Val di Fiemme. 

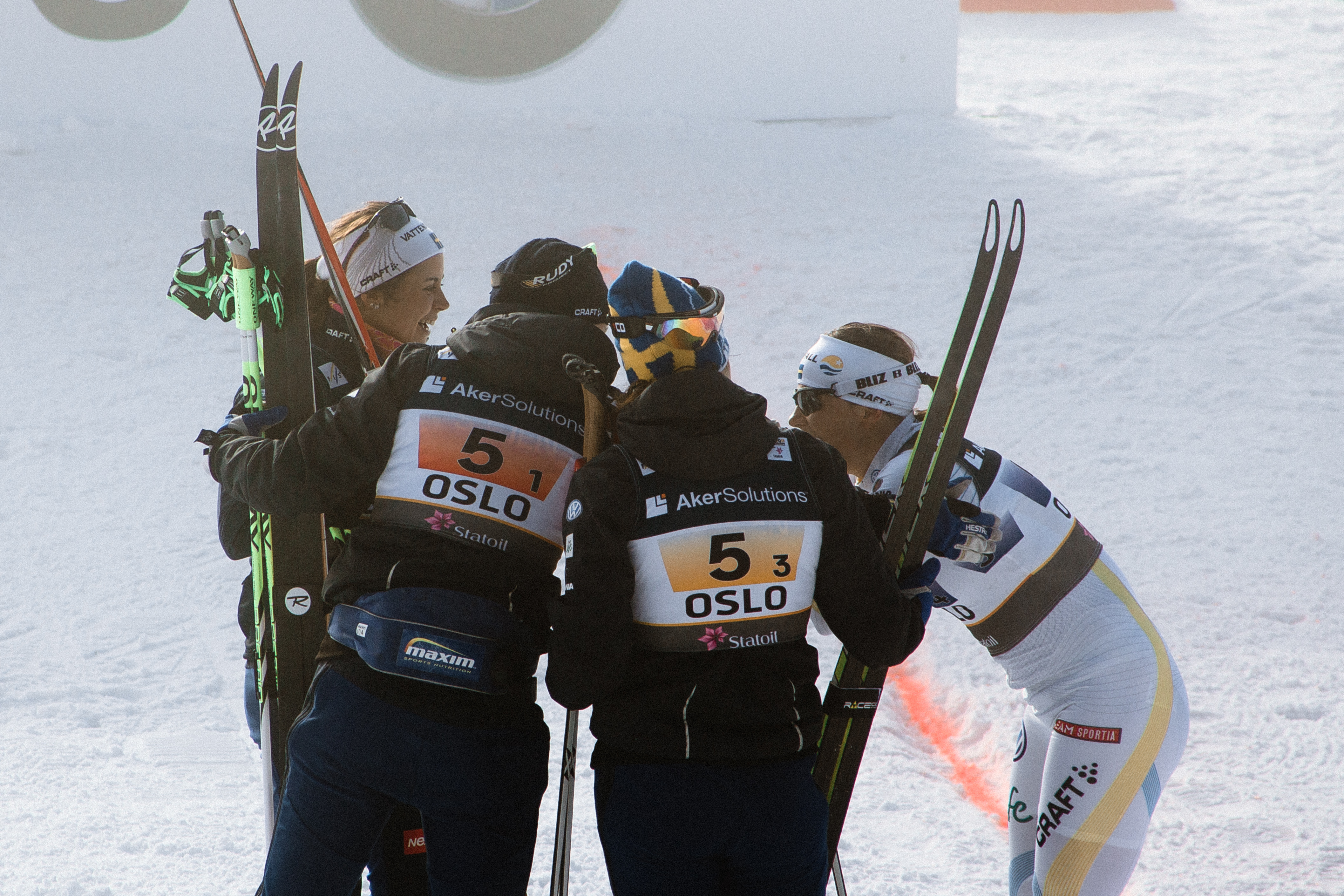
Stafett- och sprintstafettlag med Kalla som deltagare har totalt (till och med 2018) erövrat tio OS- och VM-medaljer. Här är silverlaget i stafett från VM 2011.

Kallas första distans under VM i Lahtis 2017 var skiathlon där hon slutade på en tredjeplats efter silvermedaljören Krista Pärmäkoski och vinnaren Marit Björgen. Kalla föll på den klassiska delen men åkte snabbt ikapp täten. Efter övergången till fristil hamnade hon efter ledande Björgen och Pärmäkoski och det blev en kamp om bronset mot norskan Heidi Weng.  På 10 km klassisk stil under VM i Lahtis 2017 vann Kalla silver efter vinnaren Marit Björgen. Tillsammans med Anna Haag, Ebba Andersson och Stina Nilsson tog Kalla också VM-silver på stafetten 4x5 km där hon körde andrasträckan för Sverige. I och med den silvermedaljen tangerade Kalla Gunde Svans mästerskapsrekord, med 17 mästerskapsmedaljer vardera.  I den avslutande distansen på 30 km fristil såg Kalla ut att ha chansen att ta en 18:e mästerskapsmedalj men mot slutet av loppet bröt hon staven i en uppförsbacke och kunde inte följa med Marit Björgen och övriga norskor när de drog upp tempot. Kalla slutade på en sjunde plats. 

### 2017–2018 (OS i Pyeongchang 2018)
Kalla började säsongen med en vinst i minitouren i Ruka efter att ha åkt från Marit Björgen under jaktstarten.  Hon följde upp den vinsten med en seger i skiathlon i Lillehammer där hon kom i mål nästan tjugo sekunder före tvåan Heidi Weng.  Nästa världscupseger kom i Toblach på 10 km fristil där norska Ragnhild Haga var största konkurrent, drygt 5 sekunder efter Kalla. 
Kalla valde sedan att stå över Tour de Ski för att istället ladda upp på annat sätt inför OS. Bland annat tävlade hon i Skandinaviska cupen i Piteå. Där kom hon trea i sprint, vann 10 km fri stil och kom tvåa i 20 km klassisk stil. I det sista världscuploppet före OS, i slovenska Planica, kom Kalla tvåa på 10 km klassisk stil efter Krista Pärmäkoski.
Kalla inledde OS i Pyeongchang med en vinst i skiathlon. Med ungefär tre kilometer kvar av loppet gjorde svenskan ett ryck och ingen av konkurrenterna lyckades hänga med. Marit Björgen tog silver och Krista Pärmäkoski brons. I och med den vinsten slog Kalla Gunde Svans mästerskapsrekord i antal medaljer då hon vunnit 18 mästerskapsmedaljer och Svan 17 stycken. På 10 km fristil några dagar senare var Kalla storfavorit men kunde inte matcha segraren Ragnhild Haga. Det blev ett silver för Kalla, exakt på dagen åtta år efter hennes första OS-medalj som hon tog i Vancouver 2010. Silvermedaljen innebar också att Kalla slog Agneta Andersson i antal OS-medaljer och är nu den svenska kvinnliga idrottaren med flest OS-medaljer. I stafetten körde Kalla andrasträckan och fick precis som i Sotji 2014 göra en monstersträcka för att komma ikapp täten. Hon gick ut som femma: 25,8 sekunder efter ledande OAR men växlade över till Ebba Andersson bara 1,7 sekunder efter ledaren. Det blev till slut ett silver för det svenska laget. Ny medaljchans blev det för Kalla i sprintstafetten som hon fick köra tillsammans med Stina Nilsson. I semifinalen bröt Kalla staven vid en växling och gick ut långt efter täten men Sverige kom tillbaka och tog sig vidare till finalen. På sistasträckan blev det en kamp om medaljerna med Norge och USA. Nilsson såg ut att ha kopplat greppet om guldmedaljen men Jessie Diggins spurtade om henne precis före mål och vann med 19 hundradelar.  Kalla tog därmed sin nionde OS-medalj och tangerade i och med det Sixten Jernbergs svenska rekord i antal OS-medaljer.  På den avslutande tremilen i klassisk stil blev Kalla utan medalj. Hon hängde med Björgen ett tag men fick sedan släppa och åkte länge om en silvermedalj tillsammans med Stadtlober från Österrike och finskorna Pärmäkoski och Niskanen. När halva loppet passerat bytte Kalla skidor men inte heller de nya skidorna var tillräckligt bra för att hon skulle kunna avancera till en pallplats. Hon slutade på en femte plats, 2,57 min efter segrande Björgen. Kallas slutresultat i OS blev fyra medaljer, ett guld och tre silver. 
I första loppet efter OS, tremilen i Holmenkollen, såg det länge ut som att hon hade chans att ta en pallplats men förlorade spurtstriden om tredjeplatsen till Ragnhild Haga. Efter loppet fick hon motta Holmenkollenmedaljen för sina insatser inom skidsporten.
Under SM-veckan i Skellefteå inledde Kalla tävlingarna med en vinst på 15 km fristil, hon kom i mål 20 sekunder före Stina Nilsson som blev tvåa. Några dagar senare tog hon sitt 27:e SM-guld, den här gången på distansen 10 km fristil. Hon kom i mål 24 sekunder före tvåan Ebba Andersson. Kalla avslutade SM med att vinna tremilen i klassisk stil, återigen före Ebba Andersson.
Inför säsongen 2018/2019 beslutade sig Kalla för att återvända till landslaget. Hennes personlige tränare Magnus Ingesson återvände också, nu som tränare för damlandslaget. 

### 2018–2019

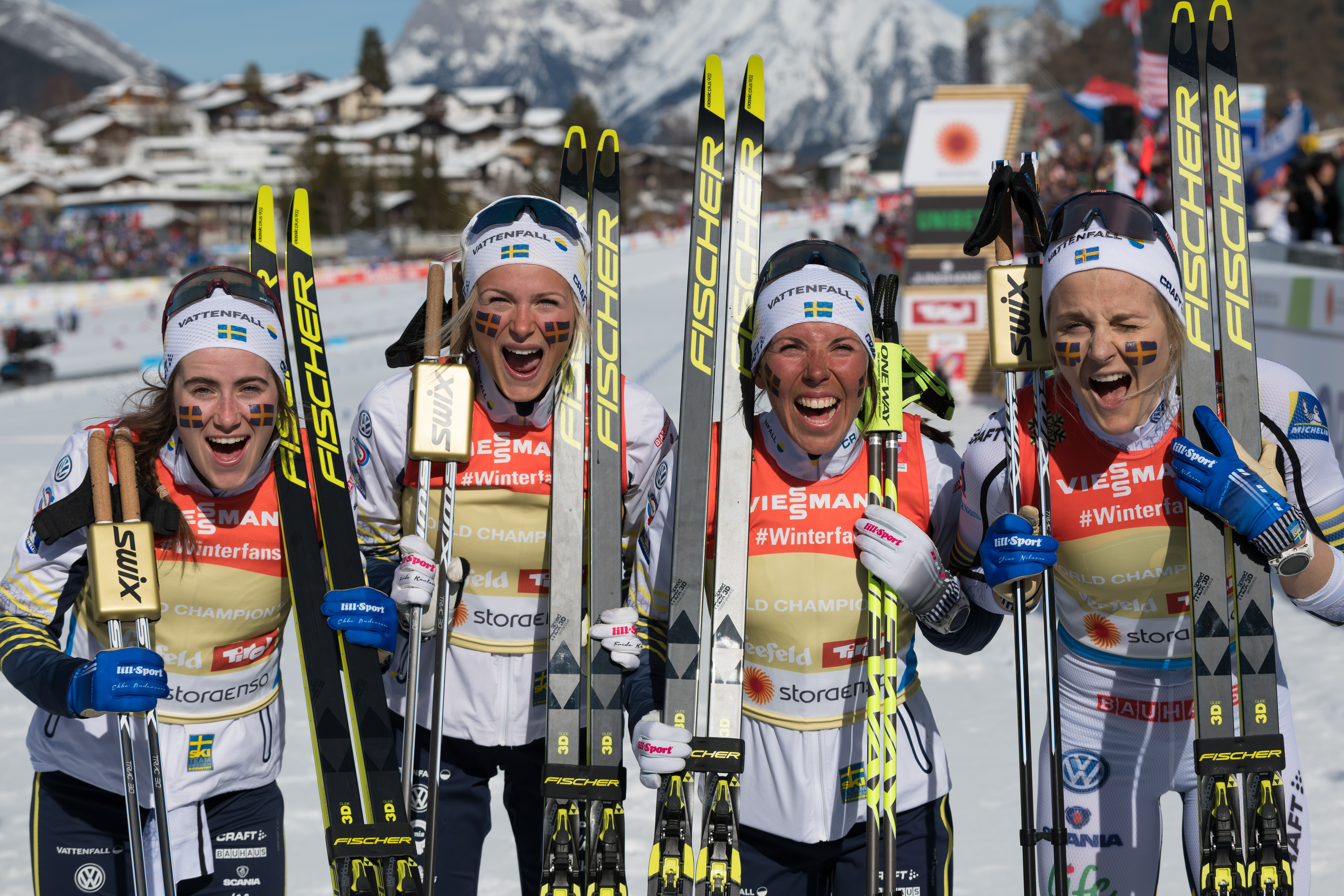
Ebba Andersson, Frida Karlsson, Charlotte Kalla och Stina Nilsson efter stafettsegern i VM 2019.

I säsongspremiären i Ruka placerade sig Kalla på andraplats på 10 km klassiskt efter Therese Johaug som återvänt efter sin avstängning.  Helgen därpå i Lillehammer följde Kalla upp med en pallplats på 10 km fristil, den här gången bakom Johaug och Ebba Andersson. Minitouren avslutades med en jaktstart där Kalla gick ut i ledning, två sekunder före Johaug, men fick i slutändan se sig slagen av tre åkare och slutade på en fjärdeplats. På nästa tävling i världscupen, 15 km fristil i Beitostölen, slog Kalla till med en andraplats, drygt en minut efter vinnaren Johaug men bara två hundradelar före trean Ingvild Flugstad Östberg.  Efter ett uppehåll under bland annat Tour de Ski gjorde Kalla återkomst på 10 km klassiskt i världscupen i Ulricehamn där hon hamnade på 13:e plats  vilket sen följdes upp med två andraplatser på SM, i 10 km klassiskt och stafetten. Kalla bestämde sig för att inte ställa upp i masstarten på SM utan istället fokusera på att ladda upp inför VM. 
I sitt inledande lopp, skiathlon 15 km, på VM i Seefeld kom Kalla sexa.  Det följde hon upp med en nionde plats på 10 km klassiskt. I stafetten vann hon guld tillsammans med lagkamraterna Ebba Andersson, Frida Karlsson och Stina Nilsson. På tredje sträckan skapade Kalla en lucka till norskan Astrid Jacobsen, vilket gav avslutaren Stina Nilsson möjlighet att gå i mål före Norges Therese Johaug.

### 2019–2020
Säsongen 2019–2020 kom Kalla på fjortonde plats i den sammanlagda världscupen, detta efter en tung säsong där hon bara kom upp på pallen med det svenska stafettlaget vid två tillfällen.
Vid den klassiska tremilen i Holmenkollen den 7 mars 2020 gjorde dock Kalla ett mycket bra lopp. Hon slutade fyra bakom Frida Karlsson, Therese Johaug och Ebba Andersson, efter att på nya skidor ha gått ifrån resten av klungan under de sista kilometerna. Loppet blev det sista för säsongen som förkortades på grund av coronapandemin.
Kalla meddelade i april 2020 att hon planerade att fortsätta karriären och satsa mot VM i Oberstdorf.

### 2020–2021
Kalla missade första delen av säsongen när hon testades positivt för Covid-19 i november. Vid sin säsongspremiär i Lahtis blev hon sjua i skiathlon och körde sedan förstasträckan i Sveriges stafettlag som kom tvåa efter Norge. I Falun helgen därpå kom hon på 18:e plats på 10 km fristil och 48:e plats i masstarten, hennes näst sämsta resultat någonsin i Världscupen. Trots osäker form blev Kalla uttagen till  VM i Oberstdorf och fick köra den inledande skiathlonen. Hon tog sig in på femte plats i loppet och blev tredje bästa svenska. I det följande loppet 10 kilometer fri stil blev hon sexa.  Efter de två placeringarna blev Kalla uttagen till stafettlaget tillsammans med Jonna Sundling, Ebba Andersson och Frida Karlsson. De övriga tre i laget var alla dubbla medaljörer i VM och Sverige startade som favoriter. Kalla körde andrasträckan och gick ut cirka 12 sekunder efter täten men tappade direkt och växlade till Ebba Andersson med mer än 1,5 minut fram till ledande Norge. Sverige slutade på sjätte plats.  Det svenska vallateamet gick efteråt ut och sa att de gjort en vallamiss. 
I stafetten i SM fick Kalla köra i Piteå Elits andralag tillsammans med Lisa Vinsa och Sofia Henriksson. Kalla körde sistasträckan och förde sitt lag till en bronsmedalj.  Kalla tog hem ytterligare två brons i SM, ett i sprintstafetten tillsammans med Ebba Andersson i Piteå Elits andralag och ett i 30 km fristil. 

### 2021–2022 (OS i Peking 2022)
Kalla inledde säsongen med fina placeringar på Sverigetävlingarna i Gällivare. Bland annat vann hon brons på 10 km klassiskt bakom Frida Karlsson och Ebba Andersson. De efterföljande världscuptävlingarna i Ruka och Lillehammer blev dock en besvikelse i och med av sämre resultat än vad Kallas hoppats på. I samråd med tränare beslöt sig därmed Kalla för att lägga om i sin planering, ta ledigt från världscupen och åka hem för att träna inför Tour de Ski. Att delta i Tour de Ski ingick inte i Kallas grundplan för säsongen. Hon hoppades på förbättrade resultat för att fortfarande ha möjlighet att kvalificera sig till OS 2022.
Under Tour de Ski presterade Kalla bättre resultat än tidigare under säsongen. Hon kvalificerade sig som 15:e och sista åkare i den svenska OS-truppen till OS 2022 i Peking. Hon var främst uttagen som stafettåkare men också med möjlighet att åka distanslopp.
Under OS lyckades Kalla inte få till det och slutade på 20:e plats på inledande 10 km i klassisk stil.  I den efterföljande skiathlonen kom hon på 19:e plats och i den avslutande tremilen slutade hon på 35:e plats. Hon blev inte uttagen till stafettlaget. 
Inför SM-veckan i Piteå meddelade Charlotte Kalla att hon avslutar karriären efter den här säsongen. Hon inledde sedan SM med att ta brons på 10 km klassisk stil bakom Frida Karlsson och Ebba Andersson. Hon följde sedan upp det fina resultatet med ett SM-guld på 15 km fri stil, där hon länge låg bakom just Karlsson och Andersson som hon spurtade förbi på upploppet. Guldmedaljen var hennes 29:e individuella SM-guld. I stafetten tog hon ytterligare ett guld, nu tillsammans med Ebba Andersson och Jonna Sundling i Piteå Elits förstalag. I Kallas sista lopp i karriären tog hon SM-brons på 30 km i klassisk stil, slagen av lagkamraterna Ebba Andersson och Jonna Sundling. 

### Familj och privatliv
Kalla, som äldst av tre döttrar till Lena och Per-Erik Kalla, är bosatt i Sundsvall. Hon har tidigare även bott i Östersund och studerat idrottsvetenskap. Kalla var tidigare sambo med längdskidåkaren Anders Svanebo. I mars 2017 höll hon en presskonferens där hon meddelade att hon kommer att bo kvar i Sundsvall trots separationen från Svanebo.
Sedan 2019 är Kalla sambo med fastighetsmäklare Fredrik Karström (född 1989). Den 15 juli 2023 blev Kalla mamma till en son.

## Resultat

### Pallplatser i världscupen

#### Individuellt
Kalla har 59 pallplatser i världscupen: 12 vinster, 28 andraplatser och 19 tredjeplatser.
| Säsong  | Datum            | Plats                 | Disciplin                    | Placering |
| ------- | ---------------- | --------------------- | ---------------------------- | --------- |
| 2007/08 | 24 november 2007 | Beitostølen           | 10 km individuell start (F)  | 3:a       |
| 2007/08 | 29 december 2007 | Nové Město na Moravě  | 10 km jaktstart (F)          | 1:a       |
| 2007/08 | 1 januari 2008   | Nové Město na Moravě  | 10 km jaktstart (F)          | 1:a       |
| 2007/08 | 4 januari 2008   | Asiago                | Sprint (F)                   | 1:a       |
| 2007/08 | 5 januari 2008   | Val di Fiemme         | 10 km masstart (K)           | 2:a       |
| 2007/08 | 6 januari 2008   | Tour de Ski           | Slutresultat                 | 1:a       |
| 2007/08 | 16 februari 2008 | Liberec               | 7,6 km individuell start (F) | 3:a       |
| 2007/08 | 8 mars 2008      | Oslo                  | 30 km individuell start (F)  | 2:a       |
| 2008/09 | 22 november 2008 | Gällivare             | 10 km individuell start (F)  | 1:a       |
| 2008/09 | 8 mars 2009      | Lahtis                | 30 km individuell start (F)  | 2:a       |
| 2008/09 | 20 mars 2009     | Falun                 | 2,5 km individuell start (F) | 2:a       |
| 2008/09 | 22 mars 2009     | Världscupavslutningen | Slutresultat                 | 3:a       |
| 2009/10 | 21 november 2009 | Beitostølen           | 10 km individuell start (F)  | 2:a       |
| 2009/10 | 12 december 2009 | Davos                 | 10 km individuell start (F)  | 2:a       |
| 2009/10 | 5 februari 2010  | Canmore               | 10 km individuell start (F)  | 1:a       |
| 2009/10 | 19 mars 2010     | Falun                 | 2,5 km individuell start (F) | 2:a       |
| 2009/10 | 21 mars 2010     | Falun                 | 10 km jaktstart (F)          | 1:a       |
| 2009/10 | 21 mars 2010     | Världscupavslutningen | Slutresultat                 | 3:a       |
| 2010/11 | 20 november 2010 | Gällivare             | 10 km individuell start (F)  | 2:a       |
| 2010/11 | 28 november 2010 | Nordiska öppningen    | Slutresultat                 | 3:a       |
| 2010/11 | 31 december 2010 | Oberhof               | 2,8 km individuell start (F) | 2:a       |
| 2010/11 | 3 januari 2011   | Oberstdorf            | 5 + 5 km jaktstart skiathlon | 2:a       |
| 2010/11 | 20 februari 2011 | Drammen               | Sprint (F)                   | 3:a       |
| 2011/12 | 19 november 2011 | Sjusjøen              | 10 km individuell start (F)  | 2:a       |
| 2011/12 | 25 november 2011 | Ruka                  | Sprint (K)                   | 2:a       |
| 2011/12 | 26 november 2011 | Ruka                  | 5 km individuell start (F)   | 3:a       |
| 2011/12 | 7 januari 2012   | Val di Fiemme         | 10 km masstart (K)           | 3:a       |
| 2011/12 | 4 februari 2012  | Rybinsk               | 10 km masstart (F)           | 2:a       |
| 2011/12 | 16 mars 2012     | Falun                 | 2,5 km individuell start (F) | 2:a       |
| 2011/12 | 18 mars 2012     | Falun                 | 10 km jaktstart (F)          | 2:a       |
| 2011/12 | 18 mars 2012     | Världscupavslutningen | Slutresultat                 | 3:a       |
| 2012/13 | 29 december 2012 | Oberhof               | 3 km individuell start (F)   | 2:a       |
| 2012/13 | 3 januari 2013   | Cortina d'Ampezzo     | 15 km jaktstart (F)          | 2:a       |
| 2012/13 | 22 mars 2013     | Falun                 | 2,5 km individuell start (F) | 2:a       |
| 2012/13 | 24 mars 2013     | Falun                 | 10 km jaktstart (F)          | 3:a       |
| 2012/13 | 24 mars 2013     | Världscupavslutningen | Slutresultat                 | 3:a       |
| 2013/14 | 1 december 2013  | Ruka                  | 10 km jaktstart (F)          | 1:a       |
| 2013/14 | 1 december 2013  | Nordiska öppningen    | Slutresultat                 | 2:a       |
| 2013/14 | 7 december 2013  | Lillehammer           | 10 km individuell start (K)  | 2:a       |
| 2013/14 | 14 december 2013 | Davos                 | 15 km individuell start (F)  | 3:a       |
| 2013/14 | 1 februari 2014  | Toblach               | 10 km individuell start (K)  | 3:a       |
| 2013/14 | 2 mars 2014      | Lahtis                | 10 km individuell start (F)  | 2:a       |
| 2014/15 | 30 november 2014 | Ruka                  | 10 km individuell start (K)  | 3:a       |
| 2014/15 | 15 februari 2015 | Östersund             | 10 km individuell start (F)  | 1:a       |
| 2014/15 | 8 mars 2015      | Lahtis                | 10 km individuell start (K)  | 3:a       |
| 2015/16 | 28 november 2015 | Ruka                  | 5 km individuell start (F)   | 2:a       |
| 2015/16 | 5 december 2015  | Lillehammer           | 7,5 + 7,5 km skiathlon       | 2:a       |
| 2016/17 | 7 januari 2017   | Val di Fiemme         | 10 km masstart (K)           | 3:a       |
| 2016/17 | 21 januari 2017  | Ulricehamn            | 10 km individuell start (F)  | 3:a       |
| 2016/17 | 19 februari 2017 | Otepää                | 10 km individuell start (K)  | 2:a       |
| 2017/18 | 25 november 2017 | Ruka                  | 10 km individuell start (K)  | 2:a       |
| 2017/18 | 26 november 2017 | Ruka                  | 10 km jaktstart (F)          | 3:a       |
| 2017/18 | 26 november 2017 | Nordiska öppningen    | Slutresultat                 | 1:a       |
| 2017/18 | 3 december 2017  | Lillehammer           | 7,5 + 7,5 km skiathlon       | 1:a       |
| 2017/18 | 16 december 2017 | Toblach               | 10 km individuell start (F)  | 1:a       |
| 2017/18 | 21 januari 2018  | Planica               | 10 km individuell start (K)  | 2:a       |
| 2018/19 | 25 november 2018 | Ruka                  | 10 km individuell start (K)  | 2:a       |
| 2018/19 | 1 december 2018  | Lillehammer           | 10 km individuell start (F)  | 3:a       |
| 2018/19 | 8 december 2018  | Beitostølen           | 15 km individuell start (F)  | 2:a       |

#### Lag
I lag har Kalla 15 pallplatser i världscupen: 3 vinster, 6 andraplatser och 6 tredjeplatser.
| Säsong  | Datum            | Plats       | Disciplin        | Placering | Lagkamrat(er)                       |
| ------- | ---------------- | ----------- | ---------------- | --------- | ----------------------------------- |
| 2006/07 | 17 december 2006 | La Clusaz   | 4 x 5 km stafett | 2:a       | L. Andersson / Lindborg / Norgren   |
| 2006/07 | 4 februari 2007  | Davos       | 4 x 5 km stafett | 1:a       | L. Andersson / Strömstedt / Norgren |
| 2006/07 | 25 mars 2007     | La Clusaz   | 4 x 5 km stafett | 3:a       | Dahlberg / Rydqvist / Norgren       |
| 2007/08 | 28 oktober 2007  | Düsseldorf  | Lagsprint (F)    | 1:a       | Britta Norgren                      |
| 2008/09 | 23 november 2008 | Gällivare   | 4 x 5 km stafett | 3:a       | Hansson / Norgren / Haag            |
| 2008/09 | 7 december 2008  | La Clusaz   | 4 x 5 km stafett | 2:a       | L. Andersson / Lindborg / Haag      |
| 2009/10 | 22 november 2009 | Beitostølen | 4 x 5 km stafett | 1:a       | Olsson / Lindborg / Haag            |
| 2010/11 | 21 november 2010 | Gällivare   | 4 x 5 km stafett | 2:a       | Norgren / Haag / Rydqvist           |
| 2010/11 | 12 december 2010 | La Clusaz   | 4 x 5 km stafett | 3:a       | Lindborg / Haag / Rydqvist          |
| 2012/13 | 25 november 2012 | Gällivare   | 4 x 5 km stafett | 2:a       | Ingemarsdotter / Bleckur / Larsen   |
| 2016/17 | 22 januari 2017  | Ulricehamn  | 4 x 5 km stafett | 3:a       | Ingemarsdotter / Henriksson / Falk  |
| 2018/19 | 27 januari 2019  | Ulricehamn  | 4 x 5 km stafett | 2:a       | Settlin / E. Andersson / Sundling   |
| 2019/20 | 8 december 2019  | Lillehammer | 4 x 5 km stafett | 3:a       | Ribom / Rönnlund / Lundgren         |
| 2019/20 | 1 mars 2020      | Lahtis      | 4 x 5 km stafett | 3:a       | Karlsson / Öhrn / Dahlqvist         |
| 2020/21 | 24 januari 2021  | Lahtis      | 4 x 5 km stafett | 2:a       | Ribom / Modig / Andersson           |

### Ställning i världscupen
| Säsong  | Discipliner | Discipliner | Discipliner | Discipliner | Discipliner | Discipliner | Tourer      | Tourer      | Tourer    |
| Säsong  | Totalt      | Totalt      | Distans     | Distans     | Sprint      | Sprint      | Nord. öppn. | Tour de Ski | VC- avsl. |
| Säsong  | Poäng       | Plac.       | Poäng       | Plac.       | Poäng       | Plac.       | Nord. öppn. | Tour de Ski | VC- avsl. |
| ------- | ----------- | ----------- | ----------- | ----------- | ----------- | ----------- | ----------- | ----------- | --------- |
| 2005/06 | 18          | 78:e        | —           | —           | 18          | 48:e        | i.u.        | i.u.        | i.u.      |
| 2006/07 | 104         | 37:e        | 79          | 28:e        | 25          | 39:e        | i.u.        | —           | i.u.      |
| 2007/08 | 1048        | 4:e         | 487         | 7:e         | 161         | 18:e        | i.u.        | 1:a         | 18        |
| 2008/09 | 663         | 12:e        | 409         | 12:e        | 134         | 17:e        | i.u.        | —           | 3:e       |
| 2009/10 | 654         | 8:e         | 493         | 4:e         | 41          | 52:a        | i.u.        | —           | 3:e       |
| 2010/11 | 1100        | 5:e         | 503         | 6:e         | 217         | 12:e        | 3:e         | 5:e         | i.u.      |
| 2011/12 | 1376        | 4:e         | 804         | 4:e         | 208         | 15:e        | 4:e         | 7:e         | 3:e       |
| 2012/13 | 845         | 8:e         | 456         | 7:e         | 125         | 20:e        | —           | 7:e         | 3:e       |
| 2013/14 | 783         | 7:e         | 473         | 4:e         | 60          | 38:e        | 2:a         | —           | 5:e       |
| 2014/15 | 620         | 7:e         | 426         | 4:e         | 104         | 21:a        | 5:e         | —           | i.u.      |
| 2015/16 | 1217        | 5:e         | 730         | 4:e         | 119         | 22:a        | 6:e         | 4:e         | 12:e      |
| 2016/17 | 660         | 9:e         | 491         | 5:e         | 9           | 69:e        | —           | 11:e        | 8:e       |
| 2017/18 | 934         | 7:e         | 620         | 6:e         | 42          | 43:e        | 1:a         | —           | 7:e       |
| 2018/19 | 656         | 10:e        | 454         | 7:e         | 50          | 35:e        | 4:e         | —           | 10:e      |
| 2019/20 | 658         | 14:e        | 477         | 10:e        | 9           | 69:e        | 14:e        | 12:e        | i.u.      |
| 2020/21 | 74          | 53:e        | 74          | 35:e        | —           | —           | —           | —           | i.u.      |
| 2021/22 | 176         | 31:a        | 116         | 20:e        | —           | —           | i.u.        | 16:e        | i.u.      |

### Olympiska spel
Kalla har deltagit i fyra olympiska vinterspel och har vunnit nio medaljer: tre guld och sex silver.
| Tävling          | 10 km  | Skiathlon | 30 km | Sprint | Stafett | Lagsprint |
| ---------------- | ------ | --------- | ----- | ------ | ------- | --------- |
| Vancouver 2010   | Guld   | 8:e       | 6:e   | —      | 5:e     | Silver    |
| Sotji 2014       | Silver | Silver    | 34:e  | —      | Guld    | —         |
| Pyeongchang 2018 | Silver | Guld      | 5:e   | —      | Silver  | Silver    |
| Peking 2022      | 20:e   | 19:e      | 35:e  | —      | —       | —         |

### Världsmästerskap
Kalla har deltagit i åtta världsmästerskap och har vunnit 13 medaljer: tre guld, sex silver och fyra brons.
| Tävling            | 10 km  | Skiathlon | 30 km | Sprint | Stafett | Lagsprint |
| ------------------ | ------ | --------- | ----- | ------ | ------- | --------- |
| Sapporo 2007       | 5:e    | 7:e       | —     | —      | 4:e     | —         |
| Liberec 2009       | —      | 8:e       | 18:e  | 6:e    | Brons   | —         |
| Oslo 2011          | 11:e   | 4:e       | 4:e   | 8:e    | Silver  | Guld      |
| Val di Fiemme 2013 | 7:e    | 6:e       | 11:e  | 11:e   | Silver  | Silver    |
| Falun 2015         | Guld   | Brons     | Brons | —      | Silver  | —         |
| Lahti 2017         | Silver | Brons     | 7:e   | —      | Silver  | —         |
| Seefeld 2019       | 9:e    | 6:e       | 5:e   | —      | Guld    | —         |
| Oberstdorf 2021    | 6:e    | 5:e       | DNF   | —      | 6:e     | —         |

## Utmärkelser
- Sixten Jernbergpriset (2007)
- Jerringpriset (2008)
- Victoriastipendiet (2010)
- Årets kvinnliga idrottare (2010)
- Årets lag (2011)
- Svenska Dagbladets guldmedalj (2014)
- Holmenkollenmedaljen (2018)
- Teknologie hedersdoktor vid Luleå tekniska universitet (2020)[90]